# 哈爾特山 (埃爾斯沃思地)
83°43′S 89°5′W / 83.717°S 89.083°W
哈爾特山是南極洲的山峰，位於埃爾斯沃思地，屬於蒂爾山脈的一部分，處於帕加諾冰原島峰以西15公里和福特山以北143公里，全長7公里，現時由南極條約體系管理。